# Кушкоманец
Кушкоманец — ручей в России, протекает по территории Золотухского сельского поселения и Малошуйского городского поселения Онежского района Архангельской области. Длина ручья — 20 км, площадь водосборного бассейна — 61 км².
Ручей берёт начало из Кушкомозера на высоте 47,5 над уровнем моря.
Течёт преимущественно в северо-восточном направлении по заболоченной местности.
Ручей в общей сложности имеет 14 притоков суммарной длиной 26 км.
Втекает на высоте 0,4 м над уровнем моря в Кушереку, впадающую в Онежскую губу Белого моря (Поморский берег).
Населённые пункты на ручье отсутствуют.
Код объекта в государственном водном реестре — 03010000212202000007671.